# Стейси-Стрит
Сте́йси-Стрит (англ. Stacey Street) — статистически обособленная местность, расположенная в округе Палм-Бич (штат Флорида, США) с населением в 958 человек по статистическим данным переписи 2000 года.

## География
По данным Бюро переписи населения США статистически обособленная местность Стейси-Стрит имеет общую площадь в 0,26 квадратных километров, водных ресурсов в черте населённого пункта не имеется.
Статистически обособленная местность Стейси-Стрит расположена на высоте 5 м над уровнем моря.

## Демография
По данным переписи населения 2000 года в Стейси-Стрит проживало 958 человек, 199 семей, насчитывалось 258 домашних хозяйств и 267 жилых домов. Средняя плотность населения составляла около 3684,62 человек на один квадратный километр. Расовый состав населённого пункта распределился следующим образом: 43,01 % белых, 50,52 % — чёрных или афроамериканцев, 0,63 % — азиатов, 3,24 % — представителей смешанных рас, 2,61 % — других народностей. Испаноговорящие составили 33,92 % от всех жителей статистически обособленной местности.
Из 258 домашних хозяйств в 56,2 % воспитывали детей в возрасте до 18 лет, 34,5 % представляли собой совместно проживающие супружеские пары, в 34,9 % семей женщины проживали без мужей, 22,5 % не имели семей. 9,7 % от общего числа семей на момент переписи жили самостоятельно, при этом 0,4 % составили одинокие пожилые люди в возрасте 65 лет и старше. Средний размер домашнего хозяйства составил 3,62 человек, а средний размер семьи — 3,79 человек.
Население статистически обособленной местности по возрастному диапазону по данным переписи 2000 года распределилось следующим образом: 39,2 % — жители младше 18 лет, 13,4 % — между 18 и 24 годами, 33,8 % — от 25 до 44 лет, 10,3 % — от 45 до 64 лет и 3,2 % — в возрасте 65 лет и старше. Средний возраст жителей составил 23 года. На каждые 100 женщин в Стейси-Стрит приходилось 111,5 мужчин, при этом на каждые сто женщин 18 лет и старше приходилось 106,4 мужчин также старше 18 лет.
Средний доход на одно домашнее хозяйство статистически обособленной местности составил 25 950 долларов США, а средний доход на одну семью — 26 250 долларов. При этом мужчины имели средний доход в 19 091 доллар США в год против 19 597 долларов среднегодового дохода у женщин. Доход на душу населения статистически обособленной местности составил 25 950 долларов в год. 28,8 % от всего числа семей в населённом пункте и 35,1 % от всей численности населения находилось на момент переписи населения за чертой бедности, при этом 38,8 % из них были моложе 18 лет и — в возрасте 65 лет и старше.